# LES=BEAT
『LES=BEAT』（レズ・ビート）は、1992年1月21日にアポロン / Dreamixから発売されたKIX-Sの2枚目のアルバム。

## 内容
- KIX-Sが「女性版B'z」と言われる様になったのはこの時からである[2]。
- 「もう一度抱きしめて」をはじめ、オーケストラル・ヒットを使用した「REVOLUTION」を含む全7曲収録している。

## 批評
CDジャーナルは、「十分売れ線のポップ・ロック。キャッチーな曲は、きっかけひとつでブレイクしそう。」と批評した。

## 収録曲
| 全作詞: 浜口司、全作曲: 安宅美春。 |                           |           |            |            |      |
| #                                  | タイトル                  | 作詞      | 作曲・編曲 | 編曲       | 時間 |
| 1.                                 | 「もう一度抱きしめて」    | 浜口司    | 安宅美春   | 明石昌夫   | 3:45 |
| 2.                                 | 「REVOLUTION」            | 浜口司    | 安宅美春   | 明石昌夫   | 4:18 |
| 3.                                 | 「愛しても……」            | 浜口司    | 安宅美春   | 葉山たけし | 5:20 |
| 4.                                 | 「HOW ARE YOU?」          | 浜口司    | 安宅美春   | 葉山たけし | 4:14 |
| 5.                                 | 「VICTIM」                | 浜口司    | 安宅美春   | 葉山たけし | 4:48 |
| 6.                                 | 「KEEP ON LOVIN' YOU」    | 浜口司    | 安宅美春   | 明石昌夫   | 4:41 |
| 7.                                 | 「MY FRIEND AS PARADISE」 | 浜口司    | 安宅美春   | 明石昌夫   | 4:11 |
| 合計時間:                          | 合計時間:                 | 合計時間: | 31:17      |            |      |

## 参加ミュージシャン
- 浜口司 - ボーカル
- 安宅美春 - ギター
  - 明石昌夫 - キーボード
  - 葉山たけし - キーボード
  - 大黒摩季 - コーラス